# Eurofighter Typhoon
Eurofighter Typhoon je dvoumotorový víceúčelový letoun s delta křídlem a kachními plochami, navržený a postavený konsorciem společností Alenia Aeronautica, BAE Systems a EADS, pracující jako holding Eurofighter GmbH (založeno v roce 1986). Projekt je řízen NATO Eurofighter and Tornado Management Agency, která je hlavním zákazníkem.
Vývoj letounu fakticky začal v roce 1983 programem Future European Fighter Aircraft, což byl nadnárodní projekt spolupráce mezi Spojeným královstvím, Západním Německem, Francií, Itálií a Španělskem. Německo, Itálie a Spojené království dříve společně vyvinuly a nasadily bojový letoun Panavia Tornado a chtěly spolupracovat na novém projektu s dalšími zúčastněnými zeměmi EU. Neshody ohledně konstrukčních pravomocí a provozních požadavků však vedly Francii k odchodu z konsorcia a k nezávislému vývoji letounu Dassault Rafale. Technologický demonstrační letoun British Aerospace EAP poprvé vzlétl 6. srpna 1986; prototyp Eurofighteru uskutečnil svůj první let 27. března 1994. Název letounu Typhoon byl přijat v září 1998 a v témže roce byly podepsány i první výrobní smlouvy.
Náhlý konec studené války snížil evropskou poptávku po stíhacích letadlech a vedl k debatě o nákladech na letadlo a jeho podílu na práci a prodloužil vývoj Typhoonu: Typhoon vstoupil do operační služby v roce 2003 a nyní je ve výzbroji letectva Rakouska, Itálie, Německa, Spojeného království, Španělska, Saúdské Arábie a Ománu. Letadlo si objednaly také Kuvajt a Katar, čímž se celkový počet zakázek k listopadu 2023 zvýšil na 680 letadel.[1]
Eurofighter Typhoon je vysoce obratný letoun navržený jako efektivní bojový letoun. Pozdější sériové letouny byly vylepšovány k provádění úderných misí vzduch-země a jsou kompatibilní s rostoucím počtem různých druhů výzbroje a vybavení, včetně raket Storm Shadow, Brimstone a Marte ER. Typhoon měl svou bojovou premiéru během vojenské intervence britského Královského letectva (RAF) a italského letectva v Libyi v roce 2011, kdy prováděl letecký průzkum a pozemní údery. Tento typ také převzal primární odpovědnost za úkoly protivzdušné obrany pro většinu zákaznických zemí.

## Vývoj

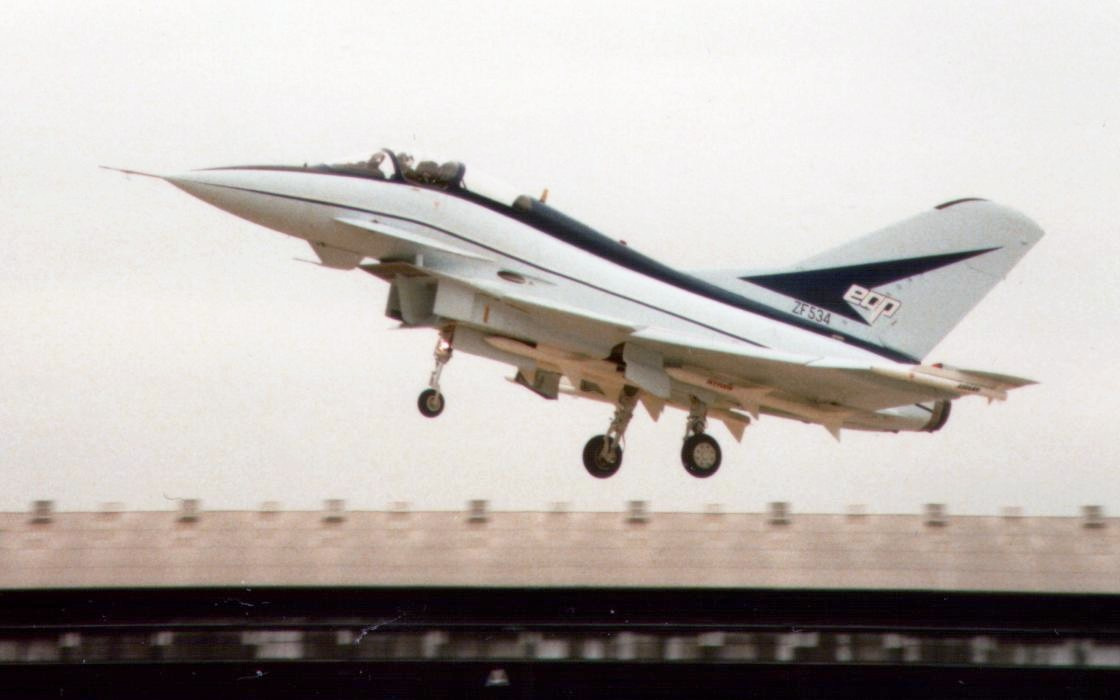
British Aerospace EAP („Experimental Aircraft Programme“) na přehlídce ve Farnborough roku 1986

Vývoj letadla začal v roce 1983, kdy Itálie, Německo, Francie, Spojené království a Španělsko spustily program FEFA (Future European Fighter Aircraft). Mezi základní požadavky, které měl splňovat budoucí evropský stíhací letoun, patřily hlavně:
- Schopnost vzletu a přistání na krátké dráze
- Schopnost vést boj mimo vizuální vzdálenost

V roce 1984 se Francie chtěla ujmout vedoucí úlohy při realizaci projektu. Předložila také požadavek zkonstruovat letadlo tak, aby bylo možné jeho nasazení i na letadlové lodi. Ale jelikož se Francie s partnery nedokázala dohodnout na uvedených požadavcích, opustila v roce 1985 konsorcium a spustila svůj vlastní projekt, jehož výsledkem se stal stíhací letoun Dassault Rafale.
Jako první vzlétl v Bavorsku 27. března 1994 německý DA.1, krátce po něm, 6. dubna, britský DA.2 firmy BAe. Oba byly poháněny dvojicí motorů Turbo Union RB.199–22. Motory Eurojet EJ200 byl vybaven italský DA.3, který byl zalétán 4. června 1995. Prvním dvoumístným strojem se stal britský DA.4, jenž mimo jiné sloužil ke zkouškám radaru ECR-90. Na prototypu DA.5 společnosti MBB se ověřovala avionika a zbraňové systémy, druhý dvoumístný prototyp DA.6 postavila španělská CASA. DA.6 havaroval 26. listopadu 2002 nedaleko města Toledo. Příčinou byla porucha motorů, piloti se před pádem stroje úspěšně katapultovali. Poslední jednomístný prototyp DA.7 vznikl v produkci italské společnosti Alenia Aeronautica.
Sériová výroba Eurofighteru právě probíhá a letadla jsou pořizována v rámci tří samostatných smluv. Letoun je ve službě u Royal Air Force, německé Luftwaffe, italského letectva, Španělska a Rakouska. Saúdská Arábie podepsala kontrakt v hodnotě 4,43 miliardy liber (cca 6,4 miliardy euro, 9,5 miliardy USD) na 72 letounů. Dne 5. dubna 2016 podepsal Kuvajt smlouvu na dodávku 22 jednomístných a šesti dvojmístných strojů.
Dne 2. září 1998 dostalo letadlo během ceremoniálu ve Farnborough oficiálně své jméno Eurofighter Typhoon. První sériově vyráběný Eurofighter byl veřejnosti představen 13. června 2003. První dvoumístný stroj pro Luftwaffe (98+31) poprvé vzlétl 17. února 2003 s pilotem EADS Heinzem Spoelgenem a Oberstleutnantem Luftwaffe Robertem Hierlem. Dne 17. prosince 2003 byl zařazen do výzbroje Luftwaffe. Později byl přidělen Technische Schule 1 der Luftwaffe v Kaufbeurenu. První jednomístný letoun (30+07) převzala Luftwaffe 24. února 2005, který byl rovněž přidělen Technische Schule 1.

## Konstrukce

### Drak

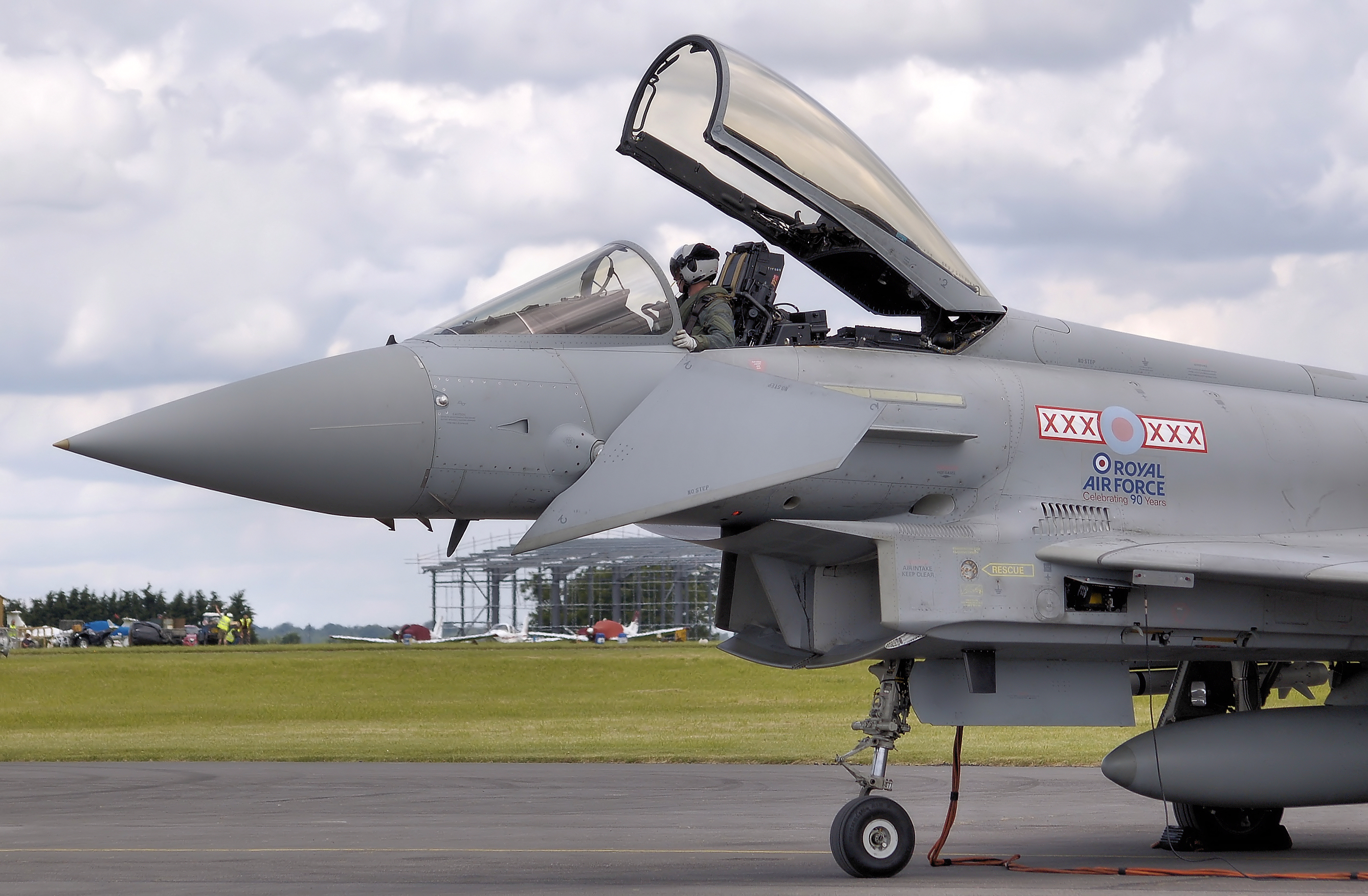
Pohled na Typhoon F2 RAF s kachními plochami hned pod kabinou pilota.

Konstrukce letadla s delta křídlem a kachními plochami je navržena jako přirozeně nestabilní při nižších rychlostech. Díky této konstrukci a systému fly-by-wire má však stroj dobrý vztlak, výbornou obratnost a nižší odpor při vyšších rychlostech.
Drak letadla byl navržen tak, že až 82 % tvoří kompozitní materiály, díky čemuž se podařilo výrazně snížit hmotnost Typhoonu. Dalších 15 % konstrukce je z hliníkové a titanové slitiny, tj. materiálů, v nichž se kombinuje vysoká pevnost s nízkou hmotností. Drak Typhoonu byl také navržen s ohledem na co nejnižší radarový odraz, i když se ještě nedá hovořit o „stealth“ stíhačce.
Jelikož je Typhoon projektem čtyř partnerských zemí, výroba jednotlivých komponentů je rozdělena následovně:
- Levé křídlo – firma Aeritalia (Itálie)
- Pravé křídlo – firma Construcciones Aeronautica SA (Španělsko)
- Přední a zadní část trupu – firma British Aerospace (Spojené království)
- Centrální část trupu – firma DASA (Německo)

### Kokpit

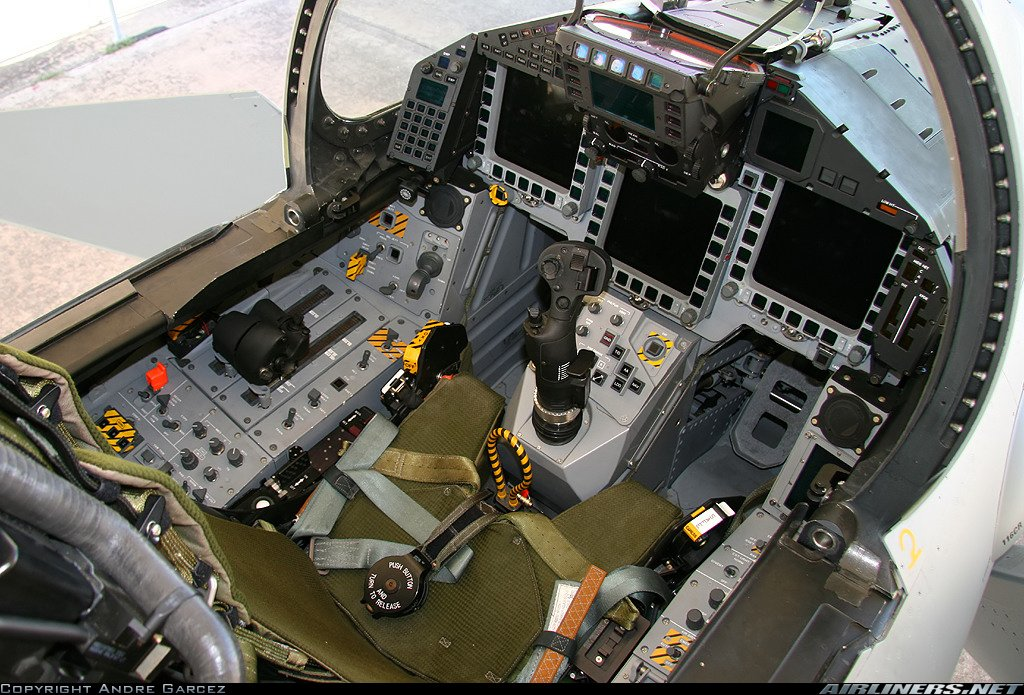
Kokpit letounu

Kabina pilota je vybavena třemi multifunkčními barevnými displeji a také průhledovým displejem. Aby se minimalizoval reakční čas pilota při náročných bojových podmínkách, v kokpitu je využit koncept HOTAS (Hands-On-Throttle-And-Stick), tj. nejdůležitější ovládací prvky jsou umístěny na plynové a řídicí páce. Bojové nasazení výrazně usnadňuje také přilba Striker od firmy BAE Systems, která zobrazuje pilotovi nejdůležitější avionické a taktické informace. Přilba navíc obsahuje kameru nočního vidění, což výrazně zefektivňuje nasazení během noci. Samozřejmostí je přilbový zaměřovač, díky kterému může pilot uzamknout cíl a vystřelit i tzv. „přes rameno“. Prostřednictvím přilby může pilot ovládat letadlo i hlasovými pokyny.

### Avionika

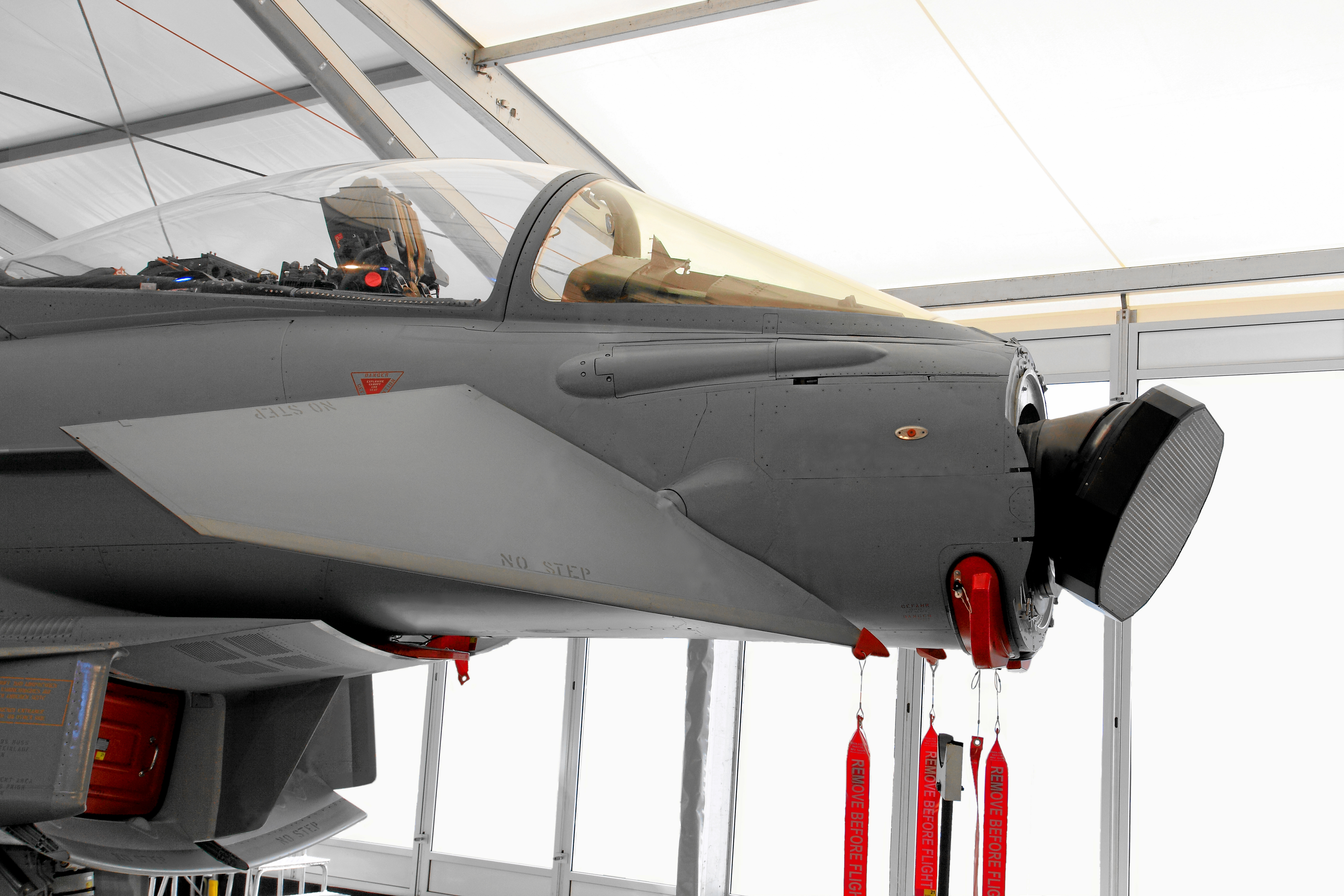
Ukázka radaru CAPTOR-E

Eurofighter Typhoon je vybaven pulzním dopplerovským radarem Captor-M, který je schopen vyhledat cíl až na 185 km. Tento radar má být nahrazen nově vyvinutým radarem typu AESA (Active Electronically Scanned Array). Je to radar s aktivním elektronickým vychylováním paprsku a nese označení CAPTOR-E nebo CAESAR. Posouvá možnosti Typhoonu útočit na pozemní cíle za každého počasí a je mnohem odolnější proti rušení než jeho předchůdce. Jeden z odborníků firmy EADS, podílející se na vývoji, se vyjádřil, že radar bude schopen vyhledat stíhačku F-35 až na vzdálenost 59 km. Přestože byl vývoj radaru již ukončen a letadla druhé a třetí série by jím mohly být výrazně modernizované, k žádné objednávce zatím nedošlo.
Od roku 2007 jsou letadla Eurofighter Typhoon vybavena také infračerveným průzkumným a zaměřovacím systémem PIRATE. Jde o elektro-optický systém, který je umístěn v přední části trupu, nalevo od kokpitu. V režimu vzduch-vzduch PIRATE vyhledává horké kondenzační plyny proudových motorů a umožňuje jejich sledování. V režimu vzduch-země vyhledává tepelné zdroje na povrchu Země. Je spojen s displejem přilby pilota, ve které se zobrazují cíle ve vysokém rozlišení. PIRATE je schopen sledovat současně do 200 cílů.
AIS (Attack and Identification System) představuje systém, který sdružuje všechny informace, získané jednak ze senzorů na palubě letadla a jednak z externích zdrojů (např. AWACS). Automatizuje se tím zpracování dat z více systémů a snižuje se zátěž pilota.

## Služba

### Luftwaffe

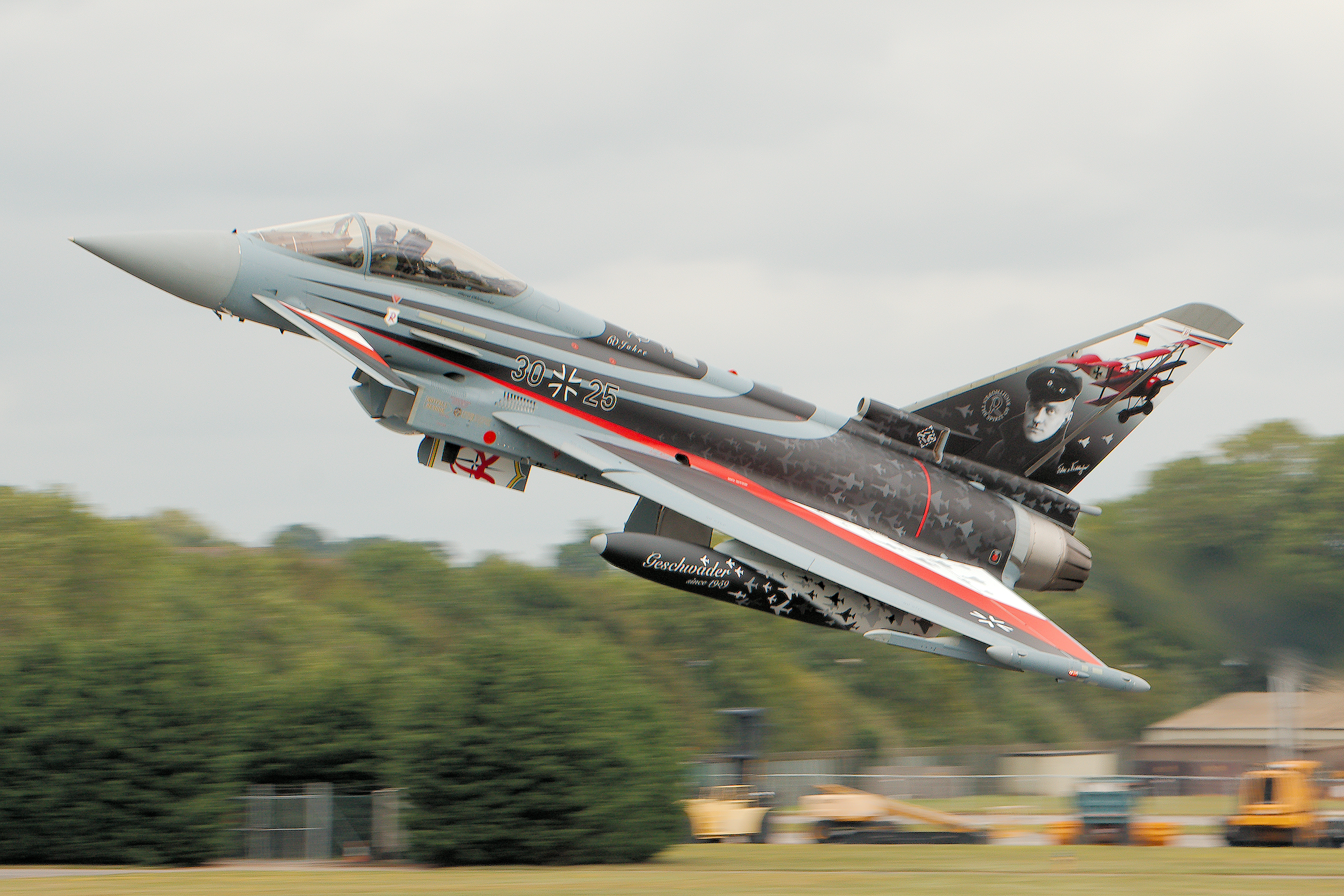
Německý Eurofighter 30+25 vzlétající na RIAT, červenec 2019

První přezbrojenou jednotkou se stala Stíhací eskadra JG-73 „Steinhoff“ na základně Rostock-Laage v Meklenbursku-Předním Pomořansku. Eskadra měla dvě letky: bojovou 731. Staffel a přeškolovací 732. Staffel. Na převzetí nových Eurofighterů se 731. Staffel začala připravovat po vyřazení letounů MiG-29 v srpnu 2004. První jednomístný stroj dostala 8. dubna 2005 a do konce roku jí přidělili 10 jednomístných letounů. 732. Staffel školí piloty i pro ostatní jednotky Luftwaffe a na základě mezistátní smlouvy i rakouské. Jako první jednotka Luftwaffe převzala 7 dvoumístných strojů 30. dubna 2004 po vyřazení letounů McDonnell F-4 Phantom II. Tři letouny JG-73 (30+23, 30+25 a 30+38) společně s tankerem Airbus A310 MRTT od 4. února 2009 přeletěly se zastávkou v Abú Zábí do Indie, kde se 11.-15. února zúčastnily na výstavě Aero India v Bangalore. Domů se vrátily 17. února po mezipřistání na letišti krále Chálida v Saúdské Arábii.
Další jednotkou s Eurofigtery se stala JG 74 (741. a 742. Staffel) na základně Zell/Neuburg-Donau v Bavorsku. Čtyři jednomístné (30+08, 30+15, 30+19 a 30+21) a dvoumístný (30+05) stroj přiletěly 25. července 2006 ze základny Laage. Šlo však o představení pro veřejnost a tři stroje (30+05, 30+08 a 30+15) se následujícího dne vrátily do Laage. Dne 26. července se vrátilo letadlo 30+21 a eskadra převzala dvě vlastní (30+24 a 30+25). Následně byl do Laage vrácen i poslední Eurofighter.
První testovací start JG-74 z hotovosti vykonaly dva stroje 8. ledna 2008. Plnou hotovost Eurofightery převzaly od vyřazovaných F-4F ICE Phantom II až 3. června 2008 s prvním ostrým hotovostním startem 12. června 2008. Od 5. srpna 2009 se eskadra účastnila na cvičení v rámci kombinované letecké operace a nácvikem vzdušného boje na základně Decimomanu na Sardinii se spojeneckými jednotkami NATO. Již 31. srpna převzala se čtyřmi stroji (30+26, 30+29, 30+33 a 30+39) úlohu Air Policing od české jednotky s letouny Saab JAS-39 Gripen v litevském Šiauliai. Nedlouho po příletu provedli její piloti hotovostní start na identifikaci ruského letounu Antonov An-72 a 15. září 2009 zasahovali proti ruskému stroji Berijev A-50 s doprovodem dvou stíhaček Suchoj Su-27.
Jako třetí se začala novými stroji přezbrojovat z letounů Panavia Tornado Stíhací bombardovací eskadra JaBoG-31 „Boelcke“ (311. a 312. Staffel) na základně Nörvenich v Porýní-Vestfálsku. Od začátku roku 2009 se začalo s úpravami infrastruktury a 16. prosince 2009 přiletěly tři jednomístné (30+23, 31+16 a 31+17) a jeden dvoumístný stroj (30+24).
Ke 31. prosinci 2009 měla Luftwaffe na stavu 34 jednomístných a 16 dvoumístných Eurofighterů.

### RAF

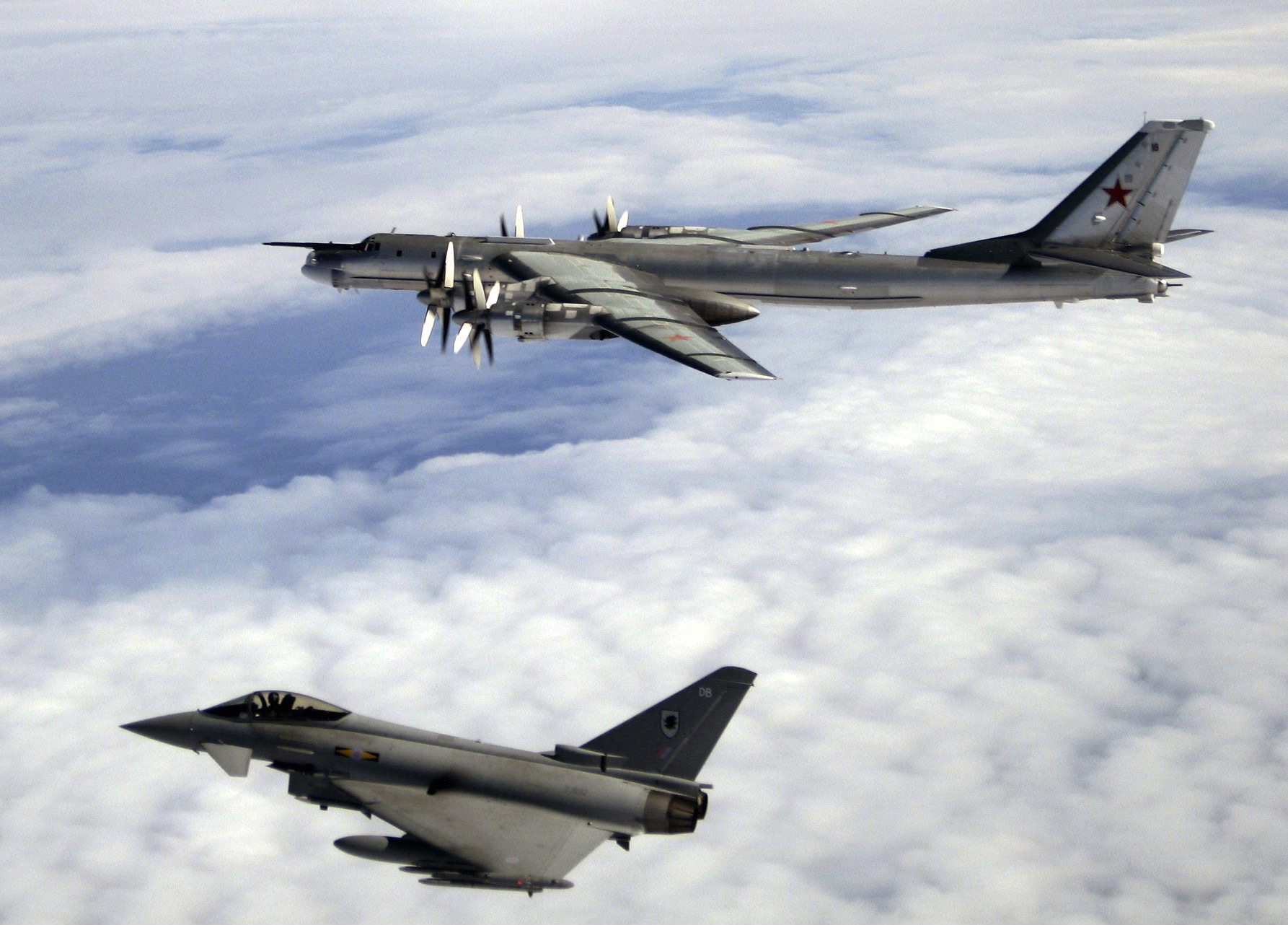
Typhoon F2 z letky č. XI z RAF Coningsby doprovází ruský Tu-95 Bear-H nad severním Atlantikem.

Dne 17. srpna 2007 vzlétly dva Typhoony poprvé proti ruskému bombardéru Tupolev Tu-95, který se přiblížil k vzdušnému prostoru Británie. Podobných vzletů, při kterých je třeba eskortovat ruská letadla, se od té doby uskutečnily stovky. Obzvláště mnoho vzletů na zajištění vzdušného prostoru se konalo v letech 2014–2015, kdy aktivita ruského letectva výrazně zesílila.
Dne 21. března 2011 se začalo deset Typhoonů podílet na udržování bezletové zóny nad Libyí. Už o tři týdny na to se britské Typhoony zúčastnily poprvé ostrého bombardování pozemních cílů. Dne 12. dubna 2011 úspěšně shodily přesně naváděné bomby typu GBU-16 Paveway II na vojenská vozidla Kaddáfího jednotek. Vzhledem k tomu, že piloti Typhoonů neměli ještě dostatečné zkušenosti s misemi vzduch-země, označování cílů pro ně zajišťovaly stíhačky Tornado GR4, prostřednictvím kontejnerů Litening III.
Během intervence proti Hútíům čtyři britské stroje Typhoon FGR4 startující z kyperské základny RAF Akrotiri v noci z 11. na 12. ledna 2024 napadly naváděnými pumami Paveway IV letiště a další vojenské cíle na území Jemenu. Typhoony operující ze základny Akrotiri se podílely také na neutralizaci íránského útoku na Izrael v noci z 13. na 14. dubna 2024.

### Rakousko
První rakouský Eurofighter (AS001) vzlétl 21. března 2007 v Manchingu s pilotem EADS Chrisem Worningem. Nesl německé označení 98+40 překrývající rakouské označení 7L-WA. Do Rakouska ho přeletěl pilot EADS Martin Angerer 12. července 2007. Poslední stroj (7L-WM) byl dodán 24. září 2009. Letouny byly přiděleny 1. Staffel Überwachungsgeschwader na základně Zeltweg ve Štýrsku. První nasazení tyto stroje vykonaly během mistrovství Evropy ve fotbalu mezi 9. a 29. červnem 2008, i když se jednotka stala bojeschopnou až 1. července 2008. První ostré nasazení dvou Eurofighterů proběhlo 20. června 2008, kdy byly odvolány z cvičného letu k identifikaci neznámého letounu, které vletělo do rakouského vzdušného prostoru. Francouzský stroj Lockheed C-130 Hercules po navázání kontaktu doprovodily na hranice severně od Salcburku. Rakouské Eurofightery se zapojily i do operace Bratislava '09 při ochraně vzdušného prostoru během setkání ministrů obrany států NATO v Bratislavě mezi 22. a 23. říjnem 2009. Ze základny Zeltweg hlídkovaly u severovýchodní hranice, aby mohly v případě potřeby zasáhnout proti hrozbě směřující z Rakouska.

### Saúdská Arábie

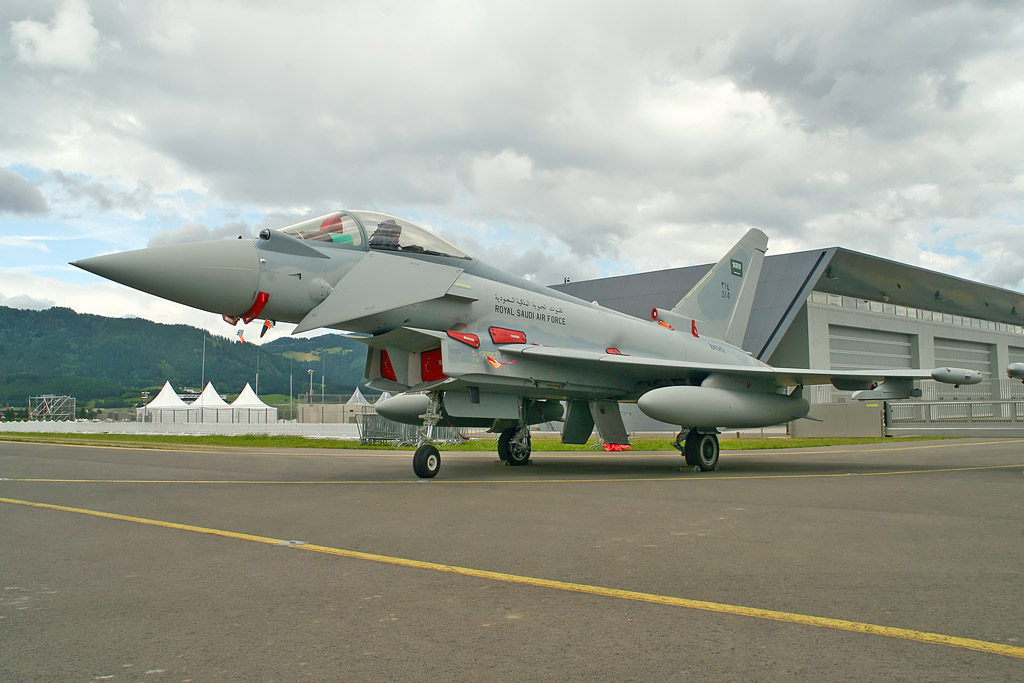
Typhoon RSAF

První saúdský Typhoon vzlétl ve Wartonu 20. října 2008. První dva stroje (1001/ZK060 a 1002/ZK061) byly předány 11. června 2009. Do Saúdské Arábie mezi 23. a 25. říjnem s mezipřistáním v Toulouse, na Maltě a v Šarm aš-Šajchu. Do konce roku 2009 přeletěly do Saúdské Arábie další tři dvojice Typhoonů.

### Španělsko
První dvoumístný Tifón CE.16 (ST001) vzlétl 17. února 2003 s testovacími piloty EADS-CASA Eduardem Cuadradem Garcíem a Alfonsem de Castrem Tornerem. Ejército del Aire tento stroj převzalo 5. září 2003. Nejdříve byl využíván k výcviku na základně Getafe, kde se nachází finalizační závod společnosti EADS-CASA. Následně byl 16. října 2003 předán jednotce Ala 11 v Morón de la Frontera. Do 31. prosince 2009 bylo ve stavu leteckých sil celkem 21 jednomístných a 8 dvoumístných Tifónů.

### Itálie
Dne 29. března 2011 se Typhoony italského letectva zapojily do udržování bezletové zóny v Libyi.

## Uživatelé
Itálie
- Aeronautica Militare – 96 kusů[15]

 Kuvajt

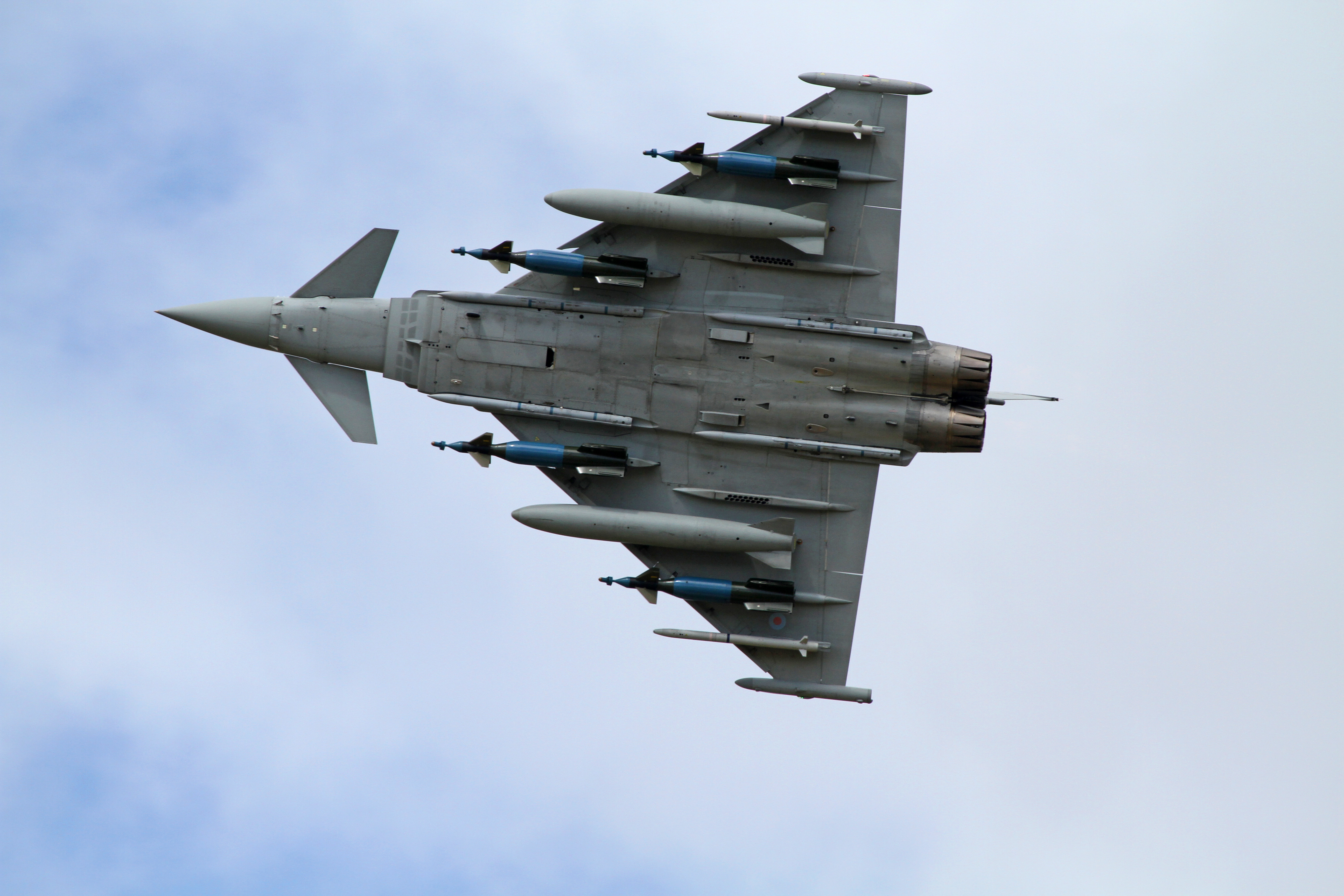
Spodek letounu s výzbrojí

- Kuvajtské letectvo – Objednáno 28 kusů. K září 2022 dodáno 6 kusů.[16]

 Německo
- Luftwaffe – 143 kusů[15][17][18] Kvůli technickým problémům byly na začátku května 2018 podle serveru Spiegel Online jen 4 z těchto strojů bojeschopné a k nasazení v případě nouzové situace nad Německem bylo připraveno jen asi deset letounů, ačkoliv u NATO má Německo pro nasazení v případě krize zaregistrováno 82 bojeschopných Eurofighterů. V oficiální statistice pro německý parlament jich v roce 2017 bylo jako schopných nasazení vedeno 39. Problém je s chlazením čidel určených k ochraně před útokem a nedostatek raket pro tyto stroje. Ani jeden z těchto problémů se prý kvůli nedostatku potřebných součástek nemělo podařit v brzké době odstranit.[19] 24. června 2019 se dva letouny po vzájemné srážce zřítily.[20]

 Omán
- Královské vzdušné síly Ománu – 6 kusů,[21] celkem 12 kusů objednaných[22]

 Rakousko
- Rakouské letectvo – 15 kusů,[23] budou nahrazeny pravděpodobně stroji typu F-16 Fighting Falcon nebo JAS-39 Gripen

 Saúdská Arábie
- Saúdské královské letectvo – 72 kusů[15] (Základna krále Fahada, Taif)[24]

 Spojené království
- Royal Air Force – 160 kusů[15][25][26]

 Španělsko
- Španělské letectvo – 72 kusů[27][15]

Původně zamýšlely jednotlivé státy objednat mnohem více letounů, ale v důsledku redukce obranných rozpočtů musela být provedena redukce počtu původně objednaných strojů. Část rakouských strojů nepochází z novovýroby, ale byla původně vyrobena pro německou Luftwaffe. Vzhledem k produkci poměrně velkého počtu strojů byl během výroby zvolen postup pozvolné evoluce. Jednotlivé výrobní série se od sebe liší. Typickým příkladem jsou britské Typhoony, které byly do výzbroje RAF zaváděny nejprve ve standardu F.2, tedy pouze jako stíhačky pro vzdušný boj. Teprve později byla dodána víceúčelová varianta FGR.4, na kterou byly později upraveny i starší letouny standardu F.2.

## Potenciální uživatelé
Egypt
- Egyptské letectvo – Egypt by mohl od Itálie získat mj. i stroje EF Typhoon (pravděpodobně 24 kusů).[28]

 Indonésie
- Indonéské letectvo – Indonésie by mohla od Rakouska získat 15 strojů Typhoon.[29]

 Turecko
- Turecké letectvo – Vzhledem k problémům ohledně dodání stíhaček F-35 do Turecka a potřebě nových strojů země byly letouny Typhoon zvažovány jako alternativní řešení.[30] Jednání dlouho blokovala neochota Německa udělit vývozní licenci. Dne 23. července 2025 Turecko a Spojené království podepsaly na veletrhu IDEF v Istanbulu memorandum o porozumění týkající se plánovaného nákupu neupřesného počtu letounů nejnovější varianty Typhoon Tranche 4.[31]

## Specifikace
Zdroje: Technická data, BAE Systems, Superfighters, Modern Fighters

### Technické údaje
- Posádka: 1
- Délka: 15,96 m
- Rozpětí: 10,95 m
- Výška: 5,28 m
- Nosná plocha: 51,2 m²
- Hmotnost (prázdný): 11 150 kg
- Vzletová hmotnost: 16 000 kg

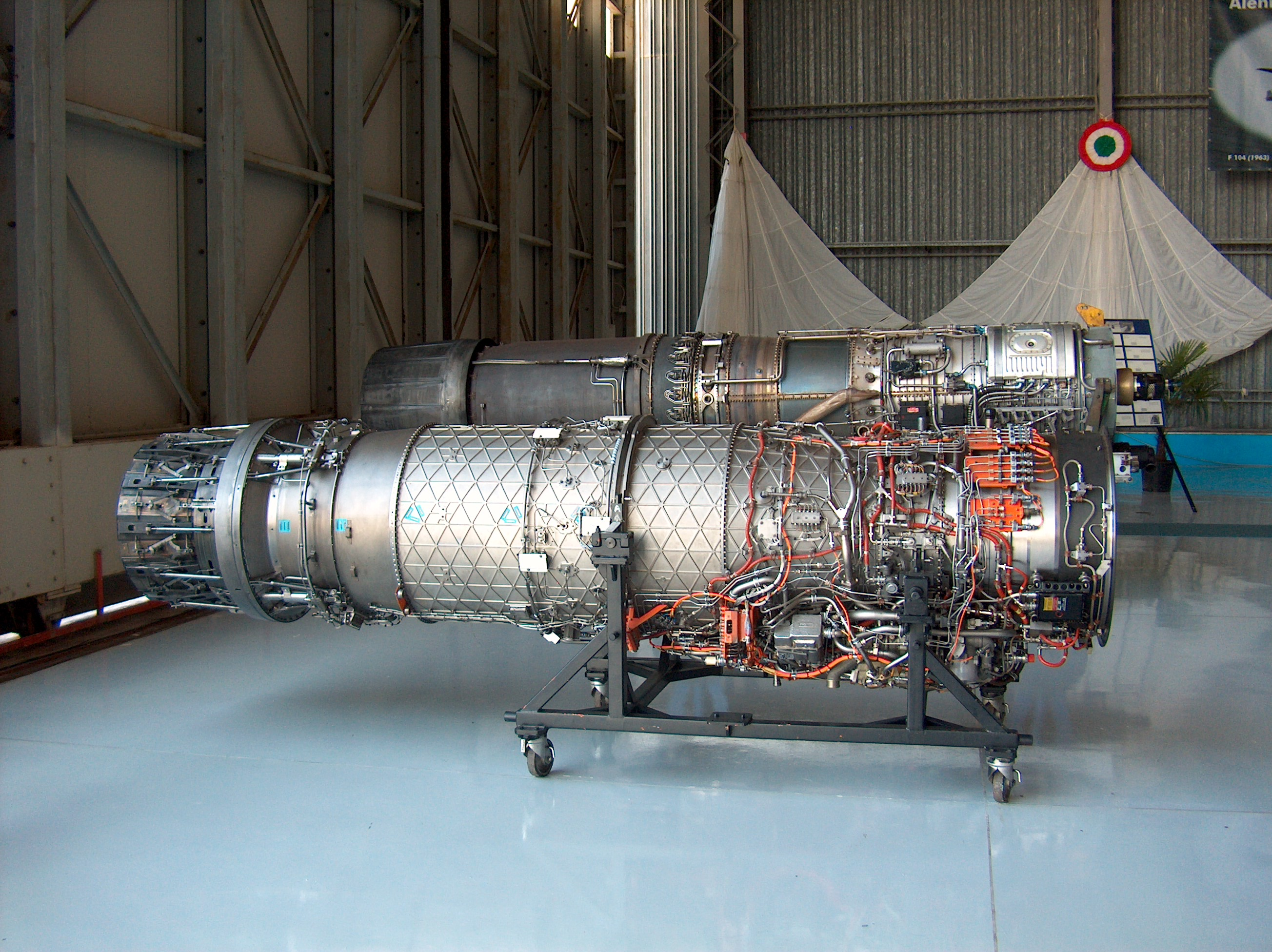
Pohonná jednotka letounu Eurofighter Typhoon

- Maximální vzletová hmotnost: 23 500 kg
- Pohonná jednotka: 2× dvouproudový motor Eurojet EJ200 s přídavným spalováním
  - Suchý tah: 60 kN
  - Tah s forsáží: 89 kN

### Výkony
- Maximální rychlost: 2 495 km/h
- Dolet: 2 900 km
- Přeletový dolet: 3 790 km
- Dostup: 19 810 m
- Stoupavost: 315 m/s
- Plošné zatížení: 312 kg/m2
- Tah/hmotnost: 1,15

### Výzbroj
- 1 revolverový kanon Mauser BK-27 ráže 27 mm se zásobou 150 ks munice
- 13 externích zbraňových závěsů (4 pod křídly, 4 po stranách motorových šachet a 1 centrální pod trupem)
- Střely vzduch-vzduch:
  - AIM-9 Sidewinder
  - AIM-132 ASRAAM
  - IRIS-T
  - AIM-120B AMRAAM
  - MBDA Meteor (v budoucnu)
- Střely vzduch-země:
  - AGM-65 Maverick (v budoucnu)
  - AGM-88 HARM (v budoucnu)
  - Storm Shadow (v budoucnu)
  - Brimstone (v budoucnu)
  - Taurus KEPD 350 (Luftwaffe)
- Pumy:
  - Paveway IV 500 lb (laser/INS/GPS)
  - Paveway II/III/Enhanced Paveway
  - JDAM (INS/GPS)
  - železné gravitační pumy série MK.80
  - HOPE/HOSBO
- Přídavné nádrže
- Zaměřovací a naváděcí kontejner LITENING III